# Canton de Villeneuve-d'Ascq-Sud
Le canton de Villeneuve-d'Ascq-Sud est un ancien canton français, situé dans le département du Nord et la région Nord-Pas-de-Calais.

## Composition
Le canton de Villeneuve-d'Ascq-Sud regroupait une moitié de la commune de Villeneuve-d'Ascq, soit les neuf quartiers méridionaux de la ville : Ascq, Annappes, Brigode, Cité scientifique, Haute-Borne, Hôtel-de-Ville, Résidence, Poste, Triolo.

## Histoire
Le canton a été créé en 1994 à partir d'une division du canton de Villeneuve-d'Ascq.

## Représentation
| Date d'élection | Identité               | Parti        | Qualité |
| --------------- | ---------------------- | ------------ | --- |
| 1994-2001       | Jean-Michel Stievenard | PS           | Docteur en sociologie urbaine Maire de Villeneuve-d'Ascq (2001-2008) Ancien conseiller général du Canton de Villeneuve-d'Ascq (1989-1994) |
| 2001-2008       | Guy Renaux (1942-2023) | PS           | Retraité de la DDE, conseiller municipal de Villeneuve-d'Ascq                                                                             |
| 2008-2015       | Monique Lempereur      | DVG puis PRG | Retraitée Conseillère municipale déléguée de Villeneuve-d'Ascq                                                                            |

## Démographie
| 1999   | 2006   | 2011   | 2012   |
| ------ | ------ | ------ | ------ |
| 33 231 | 31 926 | 33 132 | 33 001 |